# La Vie dans la mort
Pour plus de détails, voir Fiche technique et Distribution.
La Vie dans la mort est un film dramatique muet russe réalisé par Evgueny Bauer et sorti en 1914. Le film est considéré comme perdu.

## Synopsis
Pour sauvegarder la beauté de sa femme, le docteur Renaud la tue et embaume son cadavre.

## Fiche technique
- Réalisation : Evgueny Bauer
- Scénario : Valery Briusov
- Photographie : Boris Zavelev
- Société de production : Alexandre Khanjonkov
- Format : Noir et blanc - Muet
- Genre : Drame
- Date de sortie : 
  -  Empire russe - 24 octobre 1914

## Distribution
- Ivan Mosjoukine : le docteur Renaud
- Inna Lachtchinilina : Irma
- Pavel Biryukov (ru) : l'avocat Pokrovsky, le mari d'Irma